# Trinity Beach
Trinity Beach är en del av en befolkad plats i Australien. Den ligger i kommunen Cairns och delstaten Queensland, omkring 1 400 kilometer nordväst om delstatshuvudstaden Brisbane.
Trakten är tätbefolkad. Närmaste större samhälle är Cairns, omkring 18 kilometer sydost om Trinity Beach. 
Omgivningarna runt Trinity Beach är en mosaik av jordbruksmark och naturlig växtlighet. Genomsnittlig årsnederbörd är 1 800 millimeter. Den regnigaste månaden är mars, med i genomsnitt 445 mm nederbörd, och den torraste är september, med 23 mm nederbörd.